# Las Banderillas
Las Banderillas, de 1993 m de altitud, 
La cara oeste está cortada a pico cayendo sobre los valles del río Borosa, el río Aguamulas y el arroyo de la Campana, mientras que hacia el este baja más suavemente hasta los altiplanos de Pinar Negro y los Campos de Hernán Pelea o Rampelea, la altiplanicie más extensa de España con más de 5000 hectáreas. Está coronada por una caseta de vigilancia de incendios a la que llega un carril desde los Campos. A unos 600 metros bajo el pico nace el río Aguamulas, que con un caudal de 600 l/s es de los más importantes del parque natural.

## Rutas
La ruta más usada para ascender a esta cumbre discurre por una antigua senda que partiendo del río Borosa en la desembocadura del arroyo del Ruejo justo antes de la fuente de los Astilleros, pasa por los villares de Borosa, el collado de Roblehondo y el Tranco del Perro hasta coronar la cuerda de la Banderillas, desde aquí la ruta continúa ya sin senda siguiendo la cuerda en dirección norte hasta alcanzar la cota más alta.